# Gnathonyx heteromandiblaris
Gnathonyx heteromandiblaris là một loài bọ cánh cứng trong họ Cerambycidae.